# SN 1958C
SN 1958C – supernowa odkryta 15 kwietnia 1958 roku w galaktyce E443-G18. W momencie odkrycia miała maksymalną jasność 19,60m.